# Grafenwiesen
Grafenwiesen este o comună aflată în districtul Cham, landul Bavaria, Germania.